# 李将军墓
李将军墓，是位于中国山东省泰安市东平县旧县乡旧县三村的汉代古墓葬群，1985年入选东平县第一批文物保护单位。
该墓葬据传为楚汉战争中项羽将领“李将军”的坟墓，原有的封土已平毁，部分地域被民房占据，墓碑也已经佚失。